# Minuartia rubra
Minuartia rubra là loài thực vật có hoa thuộc họ Cẩm chướng. Loài này được (Scop.) McNeill mô tả khoa học đầu tiên năm 1963.